# Б-8 (бинокль)
Полевой призменный бинокль Б-8 — портативный бинокулярный наблюдательный прибор, основным назначением которого является визуальный поиск, наблюдение и изучение объектов. Разработан в СССР в 1935 году. Благодаря наличию дальномерной шкалы может быть использован для приблизительной оценки дальности до объектов.

## Тактико-технические характеристики
Тип — бинокулярный, оптический
Увеличение, кратность — 8
Диаметр выходного зрачка, мм — 3,8
Удаление выходного зрачка, мм — 11
Разрешающая способность, угловых секунд — 10
Диоптрийная установка — ± 5 диоптрий
Поле зрения — 8°30’
Масса:·
в рабочем положении (без футляра), кг — 0,6
в походном положении (в футляре), кг — 1,2

## Варианты
- БИ-8 — инфракрасный бинокль, предназначенный для ночных боевых действий и снабжённый специальным фосфорным экраном в фокальной плоскости объектива левого монокуляра для регистрации инфракрасного излучения. Помимо этого в биноклe былa измененa конструкция верхних крышек, а на левом монокуляре размещён светофильтр в оправе и рукоятка переключения экрана[1].